# 경쟁력
경쟁력(競爭力)은 주어진 시장에서 기업, 산업, 국가가 재화와 서비스를 판매하거나 공급하는 능력과 매출을 비교하는 개념이다. 경제학과 경영 이론에서 널리 사용되지만, 이 개념의 유용성은 특히 국가의 경쟁력이라는 맥락에서, 폴 크루그먼 등 경제학자들의 활발한 논쟁이 있다. 이 용어는 시장에 대해서도 적용되는 것이 있고 시장 구조가 완전 경쟁으로 간주되는 범위에 대해 언급하는 데 사용된다. 이 용법은 개별 기업의 "경쟁"의 정도와 관계가 없다.

## 같이 보기
- 세계 경쟁력 보고서
- 국가경쟁력연구